# Libellus de expugnatione Terrae Sanctae per Saladinum
El Libellus de expugnatione Terrae Sanctae per Saladinum (Pequeño libro sobre la conquista de Tierra Santa por Saladino), también llamado Chronicon terrae sanctae (Crónica de Tierra Santa), es un breve relato anónimo en latín sobre las conquistas de Saladino (Ṣalāḥ al -Dīn) en Tierra Santa entre 1186 y 1191. El núcleo del texto fue escrito poco después de los eventos que describe y luego complementado con la adición de un relato de la tercera cruzada a principios del siglo XIII. Esto probablemente tuvo lugar en la abadía de Coggeshall en Inglaterra. Ni el autor original ni el continuador o compilador son conocidos por su nombre.